# 世界受容
『世界受容』（Acceptance）はジェフ・ヴァンダミアによる2014年の小説。本作はヴァンダミアの『サザーン・リーチ三部作』の完結編である。本書はアメリカ合衆国では2014年9月2日に、日本では酒井昭伸の翻訳で2014年11月21日に出版された。
『世界受容』は、サザーン・リーチ三部作の最初の2冊の小説に登場する複数の登場人物の視点と時間を飛び越えて進んでいる。

## あらすじ

### 灯台守/局長
エリアX以前、灯台守のソール・エバンスは9歳のグロリアと友好関係を築いていた。彼女は後に第12回遠征の心理学者および南部リーチの前局長となる。灯台を維持する中、ソールは「降霊術と科学の旅団」（S&SB）のヘンリーとスザンヌの頻繁な訪問に苛立つ。近くのフェイラー島で火災が発生し、旅団の本部が焼失する。ソールは掃除中に光の花を見つけ、それに刺される。彼は鮮明な悪夢を見るようになり、灯台が塔に変わる夢を見る。目覚めると彼は塔の壁に書かれた説教を口ずさむようになる。グロリアが去った後、ソールは灯台で光を見つけ、その中に入る。目覚めるとヘンリーとスザンヌの死体があり、ヘンリーのドッペルゲンガーに遭遇する。ソールは灯台から落ちるが、ビジョンに襲われ、ついに敗北を受け入れる。ソールが落ちた場所にトンネルが形成され、彼は塔の壁に有機的な言葉を刻むクロウラーとなる。

### 心理学者/局長
グロリアはサザーン・リーチに受け入れられ、局長に昇進した。彼女は、最初の遠征の唯一の生存者であり、その後の遠征を組織するロウリーとの関係が緊迫している。グロリアはサザーン・リーチに知らせず、科学者ホイットビーと共に密かにエリアXに侵入した。彼女は幼少期の家を訪れ、塔でクロウラーと遭遇し、灯台に向かう。ウィットビーが自身の複製体と格闘し、死んだ複製体のバックパックから携帯電話と植物を見つける。帰還後、グロリアはロウリーに経験を話さず、第12回遠征を計画し始める。彼女は末期癌であり、最後の機会にエリアXを訪れようとする。また、S&SBがエリアXの創設に関与していた可能性を知り、ロウリーに対峙するが彼は認めない。彼女はエリアXで見つけた携帯電話がロウリーのものであり、エリアXとの通信に使われたと考える。最終的にロウリーはそれを認める。
グロリアは第12回遠征に心理学者として参加し、ソール・エバンスへの手紙を持っていた。手紙には、彼女が灯台に戻らなかったことへの謝罪と友情への感謝が綴られていた。しかし、グロリアはその手紙を渡す前に亡くなった。

### コントロールとゴースト・バード
コントロールとゴースト・バードは新たに発見されたポータルを通じてエリアXに入り、荒野を彷徨った後、フェイラー島に到着する。そこで彼らはグレイスと遭遇する。グレイスはエリアXが急速に拡大する理由を明かす。エリア内では特定の「宇宙的」な変動中に時間が速く進むためである。コントロールとゴースト・バードは数週間しか経っていないが、グレイスは3年間島にいる。また、一部の遠征が戻らないのは、年単位で閉じ込められ死んでしまうからである。グレイスは生物学者の「遺書」を見せる。彼女は11回目の遠征から戻った夫がエリアXにより作られた複製体であると考え、夫を探して島に到着したが、代わりにフクロウと出会い、次の30年間共に過ごす。フクロウは異常な行動を示し、彼女は夫が変わった姿だと信じるようになる。彼女は痛みを利用して体が「光輝」に抵抗し、最終的にはモーニングクリーチャーのような存在に変わると予想する。フクロウが死ぬと、生物学者は光輝に完全に取り込まれる。
グレイスは生物学者が島に戻ると告げる。ゴースト・バードは自分自身のコピーであり、元の生物学者が巨大で知覚の高いクジラのような存在に変わっていることに気づく。コントロール、ゴースト・バード、グレイスは塔に戻り、ゴースト・バードはクロウラーと遭遇する。彼女が触れると、エリアXの誕生を宇宙の生成のように見る。グレイスはクロウラーに発砲し、誤ってゴースト・バードを撃つ。
一方、コントロールは光輝により非人間的な存在に変わり、足を持つ生物になる。彼はクロウラーに重傷を負い、塔の底へと降りる。そこにソールを刺した花があり、エリアXを作り出したことに気づく。彼は光の中に飛び込む。
グレイスとゴースト・バードは塔を出て境界へ向かう。ゴースト・バードはエリアXの完全な拡大に対して曖昧な感情を抱きつつ、グレイスとの繋がりを考慮する。彼らはサザーン・リーチの建物が放棄されているのを見つけ、エリアXが消えたのか境界がさらに広がったのか不明のまま歩き続ける。

## 評価
2014年3月15日、バズフィードはジェフ・ヴァンダミアへのインタビューと共に『世界受容』の表紙を独占公開した。『世界受容』のレビューは、大部分が好意的だった。NRPは、この本は「さまざまな時点で、これまでに書かれた灯台幽霊物語の中で最高のものであり、非常に不安を掻き立てる最初の接触の物語であり、死についての本であり、執着と喪失についての本であり、私たちよりもはるかに大きく、はるかに奇妙な知性と対峙する恐ろしい経験についての本であり、海の怪物についての本である」と述べた。ガーディアン紙は本作を三部作の強力な結末と呼び、カーカスは本作に星付きのレビューを与えた。
発売初週に『世界受容』はニューヨーク・タイムズのベストセラーリストのペーパーバック・トレード・フィクション部門で16位にランクされた。ニューヨーク・タイムス紙は1ページにわたるレビューで、この本を「純粋な読書の楽しみ」と呼び、「ヴァンダーミーアは没入感があり、素晴らしく実現された世界を創り出した」と付け加た。